# The ReVe Festival 2022 – Feel My Rhythm
The ReVe Festival 2022 – Feel My Rhythm è l'undicesimo EP in lingua coreana (tredicesimo complessivo) del girl group sudcoreano Red Velvet, pubblicato nel 2022.

## Tracce
1. Feel My Rhythm – 3:30
2. Rainbow Halo – 3:28
3. Beg for Me – 3:32
4. Bamboleo – 3:28
5. Good, Bad, Ugly – 3:01
6. In My Dreams – 3:24

## Classifiche

### Classifiche settimanali
| Classifica (2022) | Posizione massima |
| ----------------- | ----------------- |
| Belgio (Fiandre)  | 138               |
| Corea del Sud     | 1                 |
| Giappone          | 6                 |

### Classifiche di fine anno
| Classifica (2022) | Posizione |
| ----------------- | --------- |
| Corea del Sud     | 27        |